# Chiến tranh Đông La Mã-Bulgaria
Chiến tranh Đông La Mã-Bungaria là một loạt các cuộc xung đột giữa Đông La Mã và Bulgaria bắt đầu từ khi những người Bulgars đầu tiên định cư tại Bán đảo Balkan trong thế kỷ thứ 5 và tăng cường với việc mở rộng Đế chế Bungari về phía tây nam sau năm 680. Đông La Mã và Bulgaria tiếp tục xung đột trong thế kỷ sau đó, cho đến khi Bulgaria, dưới sự lãnh đạo của Krum, đã gây ra một loạt các thất bại cho Đế chế Đông La Mã. Sau khi Krum qua đời năm 814, Omurtag, con trai ông đàm phán một hiệp ước hòa bình ba mươi năm. Năm 893, trong cuộc chiến lớn tiếp theo, Simeon I, Hoàng đế Bungaria đã đánh bại Đông La Mã, trong khi cố gắng hình thành một đế quốc lớn ở phía Đông châu Âu, nhưng những nỗ lực của ông đã không thành công.
Trong năm 971 Ioannes I Tzimiskes, Hoàng đế Đông La Mã, chinh phục nhiều vùng đất của đế quốc Bungari bằng cách đánh bại vua Boris II và chiếm được Preslav, Thủ đô của Bungaria. Constantinopolis dưới sự lãnh đạo của Basil II chinh phục hoàn toàn Bulgaria trong năm 1018 như là kết quả của Trận Kleidion năm 1014. Có những cuộc nổi loạn chống lại chế Byzantine từ năm 1040-1041 cũng như trong thập kỷ 1070 và thập kỷ 1080, nhưng không thành công. Tuy nhiên năm 1185, Peter Theodore và Ivan Asen bắt đầu một cuộc nổi dậy và Đế chế Byzantine đang suy yếu vì phải đối mặt với những khó khăn nội bộ trong triều đình của riêng họ, đã không thể ngăn chặn các cuộc nổi dậy thành công.
Sau khi quân Thập tự chinh thứ tư chiếm Constantinopolis vào năm 1204, Kaloyan, Hoàng đế Bungari, đã cố gắng thiết lập quan hệ thân thiện với thập tự quân, nhưng Đế quốc Latin mới được tạo lập đã từ chối bất kỳ đề nghị liên minh nào với Bulgaria. Do vậy, Kaloyan đã liên minh với Nicaea, một trong những quốc gia do người Đông La Mã tạo ra sau sự sụp đổ của Constantinople, và sự kiện này đã làm giảm sức mạnh của thập tự quân trong khu vực. Mặc dù Boril, cháu trai của ông liên minh với đế quốc Latinh, những người thừa kế của Boril vẫn liên minh với Nicaea, mặc dù có một vài cuộc va chạm vẫn tiếp diễn từ hai phía. Sau khi Đế quốc La tinh sụp đổ, Byzantine lợi dụng một cuộc nội chiến của Bungary đã chiếm giữ một phần của Thrace, nhưng hoàng đế Bungari Theodore Svetoslav đã chiếm lại những vùng đất này. Các mối quan hệ Đông La Mã-Bungaria tiếp tục biến động cho đến khi Đế quốc Ottoman Thổ Nhĩ Kỳ tiêu diệt Đế chế Bungaria vào năm 1422 và Đế chế Đông La Mã vào năm 1453.

## Cuộc chiến của Asparukh
Cuộc đụng độ đầu tiên Đông La Mã và Bulgaria khi Asparukh, con trai út của Hãn Kubrat di chuyển về phía tây, chiếm phía Nam Bessarabia ngày nay. Asparukh đánh bại Đông La Mã dưới sự chỉ huy của Konstantinos IV, người đang chỉ huy một chiến dịch thủy bộ kết hợp để chống lại những kẻ xâm lược và bao vây doanh trại kiên cố của họ ở Ongala. Đau ốm từ sức khỏe kém, hoàng đế đã phải rời khỏi quân đội, làm cho chính nó bị hoảng loạn và bị đánh bại bởi người Bulgaria. Năm 681, Konstantinos đã buộc phải thừa nhận vương quốc Bulgar ở Moesia và phải trả tiền bảo vệ để tránh sự xâm nhập sâu hơn vào Thrace của Đông La Mã. Tám năm sau, Asparukh dẫn đầu một chiến dịch thành công vào Thrace của Đông La Mã.

## Cuộc chiến của Tervel
Tervel, lần đầu tiên được đề cập trong các văn bản của Đông La Mã ở năm 704, khi hoàng đế Đông La Mã bị lật đổ Justinianus II đến với ông và yêu cầu trợ giúp của ông, hỗ trợ Justinianus trong nỗ lực khôi phục ngai vàng Đông La Mã để đổi lấy tình hữu nghị, quà tặng và con gái của ông trong hôn nhân. Với một đội quân 15.000 lính kỵ binh cung cấp bởi Tervel, Justinianus đột nhiên tiến về phía Constantinopolis và cố gắng chiếm được lối vào thành phố trong 705. Vị hoàng đế vừa mới phục hồi ngay lập tức hành quyết những kẻ hất cẳng mình, các hoàng đế Leontios và Tiberios III, cng với nhiều người ủng hộ họ. Justinianus trao cho Tervel nhiều quà tặng, và danh hiệu kaisar (Caesar), làm cho ông ta chỉ là hoàng đế đứng thứ hai và nguyên thủ nước ngoài đầu tiên trong lịch sử Byzantine nhận một như vậy và có thể là một nhượng bộ lãnh thổ Thrace ở phía đông bắc, một khu vực được gọi là Zagore. Việc Anastasia, con gái của Justinianus có kết hôn với Tervel như đã được sắp xếp hay không là điều không ai được biết.
Chỉ 3 năm sau, chính Justinianus II đã vi phạm thỏa thuận này và dường như bắt đầu các hoạt động quân sự để khôi phục lại vùng đã nhượng cho Tervel. Tervel đã đánh bại ông ta tại Trận Anchialus (Hoặc Ankhialo) trong năm 708. Năm 711, phải đối mặt với một cuộc nổi loạn nghiêm trọng ở Tiểu Á, Justinianus một lần nữa tìm kiếm sự trợ giúp của Tervel, nhưng chỉ nhận được hỗ trợ nhỏ thể hiện ở một đội quân chỉ 3.000 người. Rõ ràng bị tràn ngập về số lượng bởi vị hoàng đế nổi loạn Philippicus, Justinian đã bị bắt và bị hành quyết, trong khi đồng minh Bulgar của ông được phép rút lui về đất nước của họ. Tervel đã lợi dụng sự rối loạn ở Đông La Mã để đột kích vào Thrace tại năm 712 và cướp bóc tới tận các vùng lân cận của Constantinopolis.
Theo thông tin cuốn sách sử Imennik, Tervel chết trong năm 715. Tuy nhiên, nhà sử gia Đông La Mã Theophanes Người thú tội cho rằng Tervel có một vai trò trong nỗ lực để khôi phục lại Hoàng đế bị phế truất Anastasius II trong năm 718 hoặc 719. Nếu Tervel có thể sống đến thời gian này, ông sẽ là nhà lãnh đạo Bungaria, người đã ký một hiệp ước mới (xác nhận nộp cống hàng năm của Đông La Mã cho Bulgaria, các nhượng bộ lãnh thổ ở Thrace, điều chỉnh các quan hệ thương mại và các biện pháp xử lý người tị nạn chính trị) với Hoàng đế Theodosius III tại năm 716 và cũng là vua người Bungaria đã giúp đỡ để phá hủy cuộc bao vây Constantinopolis lần thứ hai của người Ả Rập trong năm 717-718. Theo Theophanes, người Bulgar đã tàn sát khoảng 22.000 người Ả Rập trong trận chiến trước Constantinoplolis.

## Cuộc chiến của Konsantantinos V
Sau cái chết của vua Sevar, Bulgaria rơi vào một thời gian dài khủng hoảng và tình trạng bất ổn, trong khi Đông La Mã hợp nhất lại được các vùng đất của họ. Giữa năm 756 và 775, hoàng đế mới của Đông La Mã Konstantinos V dẫn chín chiến dịch chống lại quốc gia láng giềng phía bắc của mình để thiết lập một biên giới Đông La Mã tại sông Donau. Do sự thay đổi liên tục của các vị vua (8 hãn đã lên ngôi trong vòng 20 năm) và cuộc khủng hoảng chính trị kéo dài, Bulgaria đang trên bờ vực của sự hủy diệt.
Trong chiến dịch đầu tiên của mình ở 756, Konstantinos V đã thành công và cố gắng đánh bại người Bulgaria hai lần nữa, nhưng trong năm 759, Vinekh, Hãn Bungaria, đã đánh bại quân đội Đông La Mã một cách toàn diện trong trận Đèo Rishki. Vinekh sau đó tìm cách giảng hòa với người Đông La Mã, nhưng ông bị ám sát bởi các quý tộc Bungaria. Nhà lãnh đạo mới, Telets, đã bị đánh bại tại trận Anchialus trong năm 763. Trong các chiến dịch tiếp theo của họ, cả hai bên không thể đạt được bất kỳ thành công đáng kể, bởi vì người Byzantine không thể vượt qua dãy núi Balkan và hạm đội của họ đã bị phá hủy hai lần trong một cơn bão lớn (2.600 tàu thuyền bị chìm trong một trong những cơn bão trong năm 765). Năm 774, họ đánh bại một lực lượng Bungaria ít hơn nhiều tại Berzitia nhưng đây là thành công cuối cùng của Konstantinos V: như là kết quả của sự thất bại của họ, Bulgaria đã biện pháp phòng ngừa nghiêm ngặt để thoát khỏi những điệp viên Đông La Mã ở Pliska. Hãn Telerig đã gửi một sứ giả bí mật đến Konstantinos V, cho thấy ý định của mình là chạy trốn khỏi Bulgaria và tìm nơi ẩn náu ở chỗ hoàng đế và tìm kiếm sự đảm bảo hiếu khách. Telerig đã thành công trong việc làm cho hoàng đế phản bội lại điệp viên của mình tại Bulgaria, những người đã bị bắt giữ và hành hình. Các dự án trả đũa của Đông La Mã không thực hiện được vì Konstantinos V chết trong năm 775.

## Các hành động trả đũa thất bại của Konstantinos VI
Năm 791, hoàng đế Đông La Mã, Konstantinos VI bắt tay vào một cuộc chinh phạt chống lại người Bulgaria, để trả đũa cho cuộc tấn của Bungari vào thung lũng Struma từ 789. Kardam đoán trước được cuộc xâm lược của Byzantine và gặp kẻ thù gần Adrianople tại Thrace. Quân đội Đông La Mã đã bị đánh bại và bỏ chạy.
Năm 792, Konstantinos VI lại dẫn một đội quân chống lại người Bulgaria và đóng trại tại Marcellae, gần Karnobat, nơi ông tiến hành củng cố phòng thủ. Kardam đến với quân đội của mình vào ngày 20 và chiếm đóng các cao điểm lân cận. Sau một thời gian trôi qua sau khi hai đội quân dàn trận, Konstantinos VI đã ra lệnh tấn công, nhưng kết quả của trận Marcellae là quân đội Byzantine lại một lần nữa bị vỡ trận và bị đánh bại rồi chuyển sang bỏ chạy. Kardam chiếm được lều và bắt được những người hầu của hoàng đế. Sau khi trở về Constantinopolis, Konstantinos VI đã ký một hiệp ước hòa bình và chấp nhận nộp cống hàng năm cho người Bulgaria.
Vào năm 796, triều đình Đông La Mã cứng đầu không chịu cống nộp và Kardam thấy cần thiết phải đòi triều cống và đe dọa tàn phá Thrace nếu Đông La Mã không trả tiền. Theo nhà sử gia Theophanes, Konstantinos VI đã chế giễu nội dung của bức thư và thay vì gửi vàng ông ta lại hứa hẹn sẽ dẫn đầu một đội quân mới để chống lại vua Kardam lúc này đã cao tuổi tại Marcellae. Một lần nữa quân đội của hoàng đế lại tiến lên phía Bắc và một lần nữa nó lại gặp quân đội của Kardam trong vùng lân cận của Adrianopolis. Các đội quân đối mặt với nhau trong 17 ngày mà không lao vào trận chiến, trong khi hai quốc vương tham gia vào các cuộc đàm phán. Cuối cùng, xung đột đã được ngăn chặn và hòa bình lại tiếp tục với các điều khoản giống như trong năm 792.